# Mohamed Noordin Sopiee
Tan Sri Dr. Mohamed Noordin Sopiee (* 26. Dezember 1944 in Penang, Malaysia; † 29. Dezember 2005) war ein malaysischer Unternehmer. Er war unter anderem Vorstandsvorsitzender (engl. CEO) des Institute of Strategic and International Studies (ISIS) mit Sitz in Kuala Lumpur. Mohamed Noordin erlag einem Krebsleiden.